# 紺野さんと遊ぼう
『紺野さんと遊ぼう』（こんのさんとあそぼう）は、安田弘之による日本の漫画作品、およびそれを原作としたテレビドラマ。『マンガ・エロティクス・エフ』（太田出版）において、2001年から連載され、『紺野さんと遊ぼう』、『続 紺野さんと遊ぼう』、『紺野さんと遊ぼう FINAL』の全3巻が単行本で発行されている。

## あらすじ
天下無敵のビッチ女子高生・紺野さんが繰り広げる、エロくてお茶目で爆笑の毎日。

## 登場人物
紺野美雪（こんの みゆき）通称：紺野さん
主人公。少し風変わりなヤマトナデシコ女子高生。匂いフェチNo.1。
藤枝君子（ふじえだ きみこ）通称：メンチ
紺野さんの友達。鈍いんだけど憎めない。紺野さん以上の天然キャラ。
八木沼瞳（やぎぬま ひとみ）
紺野さんの友達。イロコイの経験値は紺野さんの数倍。匂いフェチNo.2。
内山克己（うちやま かつみ）
紺野さんの片思いの相手。体育会系で、勉強は苦手。

## テレビドラマ
2008年3月7日から4月11日までWOWOWの深夜枠にて放送された。全12話。2008年9月にDVD全2巻が発売された。
2008/03/07
- ＃01 紺野さんの悦楽
- ＃02 待ち合わせ＆なんの差？

2008/03/14
- ＃03 夏の紺野さん
- ＃04 帰宅部のたそがれ

2008/03/21
- ＃05 Daydream Believer－白昼夢信者－
- ＃06 紺野さん惚れる 初恋地獄篇

2008/3/28
- ＃07 辞書で遊ぼう
- ＃08 紺野さん惚れる 恋愛監獄篇

2008/04/04
- ＃09 だんだんだん
- ＃10 手仕事ニッポン

2008/04/11
- ＃11 紺野さん惚れる 告白死闘篇
- ＃12 紺野さんのすべて

### 出演
- 紺野美雪：吉高由里子
- 藤枝君子：平田薫
- 八木沼瞳：山本彩乃
- 内山克己：植原卓也
- ナレーター：沢村一樹

### スタッフ
- 原作：安田弘之
- 監督：豊島圭介
- 制作：ダブ
- 製作：WOWOW、ジェネオンエンタテインメント、デスペラード、ギガネットワークス、スモーク

### ドラマDVD
- 『紺野さんと遊ぼう　ウフフの巻』2008年9月26日発売
- 『紺野さんと遊ぼう　ニヤリの巻』2008年9月26日発売